# DAF M39
De DAF M-39 type Pantrado 3 of P.T.3 was een Nederlandse pantserwagen ten tijde van de Tweede Wereldoorlog.

## Ontwikkelingsgeschiedenis

### De Nederlandse vraag naar pantserwagens
In 1937 besliste stafchef Izaäk Reijnders dat, gezien de budgettaire beperkingen voor materieelaankopen, het meeste geld voor de aanschaf van pantservoertuigen aan tanks besteed moest worden. Nieuwe pantserwagens zouden beperkt blijven tot veertien Landsverk M38 voertuigen — voor het oprichten van een tweede pantserwageneskadron en het toevoegen van een commandovoertuig aan ieder eskadron — en nog eens twaalf voertuigen van een nog onbepaald type om ieder van de vier Regimenten Huzaren van een peloton van drie verkenningsvoertuigen te voorzien. Verschillende hoge officieren hoopten dat hiervoor een type van eigen fabricaat te gebruiken, zodat in Nederland een begin gemaakt kon worden met een kleine binnenlandse productie van gevechtsvoertuigen.
Het Nederlandse leger suggereerde dat jaar aan DAF om een Engels pantservoertuig in licentie te gaan bouwen voor Nederlands gebruik. DAF wenste echter een voertuig van eigen ontwerp te produceren, dat men moderner achtte. Het bedrijf was toen reeds enkele jaren actief op het gebied van het ontwerpen van pantservoertuigen.

### De Pantrado 1 en 2
Vanaf 1935 maakten Hub van Doorne en ingenieur kapitein Piet van der Trappen op papier een aantal ontwerpen van gepantserde gevechtsvoertuigen die gebaseerd waren op hun Trado - ophanging. Dit systeem, genoemd naar henzelf (Trappen - Doorne) bestond uit een door bladveren geveerd wielonderstel met twee aangedreven wielen dat aangebracht kon worden op, en aangedreven kon worden door, de achteras van een willekeurige bestaande vierwielige vrachtwagen. Zo kon op goedkope manier van een gewoon wegvoertuig een terreinvoertuig gemaakt worden, wat natuurlijk vooral nuttig was voor militaire vrachtwagens. Door over de luchtbanden van de dubbele achterwielen een rupsband te spannen, kon het voertuig zelfs eenvoudig omgebouwd worden tot half-track. De pantservoertuigontwerpen droegen de naam Pantrado, een samentrekking van "pantservoertuig" en "Trado".
De Pantrado 1 was een zeer geavanceerd project: twee rupsvoertuigen, waarbij dus de rupsband ook over de voorste luchtbanden liep, waren ruggelings articulerend tot een enkel voertuig samengevoegd dat door zijn lengte een uitstekend overschrijdingsvermogen kreeg om loopgraven te overwinnen. Ze konden ook losgekoppeld worden om als aparte tanks verder aan het gevecht deel te nemen. Het tweede project, de Pantrado 2, was in 1935 een reactie op het plan van het Nederlandse leger om een tweede pantserwageneskadron uit te rusten, mogelijkerwijs van een ander type dan de Zweedse Landsverk M36 die voor het eerste eskadron aangeschaft was. In februari 1936 diende DAF daarvoor een voorstel in bij de Commissie Pantserautomobielen bestaande uit een veel conventioneler ontwerp, een vrij normale pantserwagen/half-track die echter wel een vrij futuristisch uiterlijk had door het gebruik van afgeschuinde pantserplaten. Ook was de romp zelfdragend en gelast. De commissie was niet erg enthousiast over het plan. In mei 1936 concludeerde ze dat het voertuig ontworpen leek te zijn met de Trado-ophanging als doel in plaats van middel, zonder acht te slaan op de gevechtswaardigheid. Zo was de toren, die plaats moest bieden aan een machinegeweer, veel te plat. Daarbij zou het model hoe dan ook niet op tijd in dienst genomen kunnen worden. Voordat het echter tot een openlijke afwijzing kon komen, kwamen enkele hoge bevelhebbende officieren tussenbeide die erop wezen hoe wenselijk het was in eigen land een pantserwagen te produceren, vooral indien voorzien van een Fordmotor, daar er al een Fordfabriek en -servicenetwerk aanwezig waren. Hierop wijzigde de commissie haar oordeel in positieve zin. Ondanks een lobby van Van Doorne zelf en de Nederlandse staalindustrie werd het type in oktober echter niet uitgekozen voor de order, die naar Landsverk ging.
Wel beloofde het ministerie van defensie een lijst van eisen aan DAF toe te laten komen, waaraan pantserwagens van de derde aan te schaffen serie moesten voldoen.

### De Pantrado 3
Nadat die lijst in november 1936 ontvangen was, begon DAF aan het ontwerpen van de Pantrado 3, een groter en uiteindelijk ook eenvoudiger ontwerp. In het voorjaar van 1937 begon de bouw van een demonstratievoertuig, gemaakt van ongehard staal; dat was goedkoper en kon gemakkelijker aangepast worden. In juli waren een schaalmodel en blauwdrukken klaar. Ondanks zekere afwijkingen van de specificaties, zoals het ontbreken van een voorwielaandrijving, besloot de commissie op basis hiervan in augustus een prototype te bestellen of althans voor beoordeling te accepteren: DAF mocht er een op eigen rekening gaan bouwen. Als zodanig diende het demonstratiemodel dat al in aanbouw was. In april 1938 werd deze DAF pantserwagen type 3/1938 gepresenteerd aan een delegatie van de Artillerie Inrichtingen en in mei aan de Commissie Pantserautomobielen. Om zo snel mogelijk een besluit te kunnen nemen over mogelijke aanschaf, werd tussen 4 juli en 23 september een snel testprogramma afgewerkt bij het 1e Eskadron Pantserwagens, gelegerd in Noord-Brabant. Het prototype bestond alleen uit de romp, hoewel DAF wel een zeer realistische dummy-toren vervaardigd had. Van een Landsverk M36 werd ter wille van de proefnemingen een toren genomen en op de romp bevestigd. Het programma verliep zeer gunstig voor het model. De terreinvaardigheid, vooral wat betreft het klimvermogen, was duidelijk superieur aan die van de Zweedse voertuigen. Al op 9 september sprak de commissie het "zeer aanvaardbaar" uit. Wel moesten bepaalde verbeteringen worden aangebracht. Om tijdverlies te voorkomen werd geaccepteerd dat er nog geen voorwielaandrijving was maar een mogelijke tweede productieserie zou deze eigenschap wel moet bezitten. Ook moesten er schotvrije banden worden aangebracht. Omdat die meer wrijving zouden veroorzaken, zou er een krachtiger Ford 125 pk Lincoln-Zephir V8 motor geïnstalleerd moeten worden. Het type band dat men daarbij het eerst op het oog had, van Cellastic, bleek bij hoge snelheden echter langzaam te vervormen. Daarom werd een definitieve keuze uitgesteld.
In november gaf het ministerie van defensie aan de Artillerie Inrichtingen opdracht snel met DAF een contract te sluiten maar daarbij deden zich wat onverwachte problemen voor. De gewenste Lincoln-Zephir-motor bestond helemaal niet — men had de wel bestaande Ford 112 pk V12 ervoor aangezien — en men kon het niet eens worden over de keuze voor een staalproducent. In januari 1939 drong het ministerie op haast aan en bepaalde meteen het aantal voertuigen op twaalf. Hierop besloot men de Ford Mercury V8 van 95pk in te bouwen en de staalplaten in België te bestellen bij het Luikse Ougrée Marihaye.
Begin mei werd het contract gesloten voor twaalf nieuwe voertuigen van het type P.T.3 ofwel M.39, te leveren tussen 15 september en 15 december 1939, voor een prijs van 529.600 guldens, prototype inbegrepen. Voor 218.400 Zweedse Kronen werd via de zaakgelastigde van Landsverk in Nederland, de NV. Rollo te Den Haag, twaalf torens besteld; die zouden per 23 september alle aan de Artillerie Inrichtingen geleverd moeten zijn, die ze weer per 1 november met ondertussen ingebouwde bewapening aan DAF moest hebben overgedragen.

## Productie
Gezien het feit dat DAF nog nooit pantservoertuigen gemaakt had, was het erg optimistisch geweest om te verwachten dat al binnen vier maanden na bestelling het eerste voertuig geleverd zou kunnen worden. In feite deden zich al snel allerlei onvoorziene omstandigheden voor die vertragingen veroorzaakten. Ougrée Malhaye kon de pantserplaten pas zeven weken later leveren dan DAF had aangenomen. De bedrading was bij het Duitse Bosch besteld en toen de Tweede Wereldoorlog uitbrak, stagneerde de Duitse uitvoer. Om dezelfde reden werd de uitvoer van Franse prisma's voor de vizieren aan banden gelegd. Philips begon meteen aan een noodprogramma dat een vervangend type op moest leveren maar dat zou pas na enkele maanden gereed komen. Het leger zond de tekeningen voor de staalmantel van de machinegeweerophanging pas in augustus op, en toen bleek de enige staaloven van Ougrée Malhaye die in staat was deze stukken te gieten enkele maanden in revisie. Tijdens de crisis ten gevolge van het Venlo-incident werden de in aanbouw zijnde voertuigen enkele weken naar Rotterdam geëvacueerd omdat gevreesd werd dat Duitsland het land zou binnenvallen. Landsverk was iets te laat met het leveren van de torens; erger was dat de Artillerie Inrichtingen toen de bewapening niet konden inbouwen omdat de in licentie gebouwde 37 mm kanonnen nog niet gereed waren.
Toen het eerste voertuig op 27 november 1939 door DAF geleverd werd, had het aldus geen kanon, geen machinegeweren en geen vizieren. Negen verdere wagens werden in december geleverd en de laatste twee op 3 en 5 januari 1940. DAF bracht de leverprijs per eenheid terug met 1500 guldens als compensatie voor de tekortkomingen. De M39s werden naar het Depot Cavalerie Delft overgebracht om vandaar uit door de Artillerie Inrichtingen Hembrug verder te worden afgebouwd. Eind januari kon het eerste kanon worden ingebouwd bij een enkel voertuig dat meteen voorzien werd van optica, gemaakt door de Nederlandsche Instrumenten Compagnie (Nedinsco); het werd meteen naar de schietbaan van Oldebroek gezonden voor schietproeven. In februari werden vijf wagens in het Cavaleriedepot te Delft geparkeerd, die in maart weer vertrokken voor afbouw. Op dat moment werd nog gehoopt dat eind maart zes wagens volledig klaar zouden zijn en eind april de overige zes, mits 110 schotvrije banden van het Veil-Picard type, in december besteld bij Michelin, op 1 april alle geleverd zouden zijn. In maart bleek echter dat zich bij drie wagens scheuren voordeden bij de lasnaden tussen de uitbouw voor de machinegeweerophanging en de rompplaat. DAF repareerde één voertuig provisorisch maar in april was het aantal voertuigen met scheuren al gestegen tot vijf, waarbij het gerepareerde voertuig opnieuw gescheurd was, naast de herstelplaat, en sommige wagens ook scheuren vertoonden tussen voorplaat en bodemplaat. Doordat de M39 geen echt chassis had maar zelfdragend was, traden er grote spanningen op bij de lasnaden, mede doordat het tamelijk dunne staal de nodige stijfheid ontbeerde. Daar was al in 1938 voor gewaarschuwd door wachtmeester J. Addink die Hub van Doorne en Piet van Trappen geholpen had bij de constructie. De mogelijkheid dat zich op dit punt een probleem zou kunnen voordoen, was ook al door de staat onderkend; er was in het contract een clausule opgenomen die DAF volledig aansprakelijk stelde voor dit soort gebreken. Vier voertuigen werden naar Eindhoven gestuurd ter reparatie.

## Beschrijving
Bij het ontwerp van de DAF M39 werd opzettelijk gestreefd een zo geavanceerd mogelijk voertuig te scheppen. Van de gebruikelijke bouwwijze van pantserwagens in die periode, waarbij een pantseropbouw op een bestaand vrachtwagenchassis geplaatst werd, zag men daarom al af. De opbouw werd geconstrueerd als een zelfdragend geheel dat geen chassisbalken nodig zou hebben; het bespaarde gewicht kon nu voor het verhogen van de bescherming gebruikt worden en de te beschermen ruimte werd erdoor minder. Het pantser aan de voor- en zijkanten was afgeschuind. Dat zou kogels doen afketsen en drukte het gewicht verder doordat dode hoeken afgesneden werden en zo de ideale vorm beter benaderd werd. De Pantrado 2 had dit principe nog zuiverder doorgevoerd door het gebruik van kleine facetten die een curve volgden; om kosten te besparen bracht men dit bij de Pantrado 3 terug tot een simpeler wigvorm, die weleens vergeleken is met die van een Sovjettank uit de periode, de T-34. De dwarsdoorsnede van de romp was een zeshoek, hoewel dat niet meteen opviel doordat de voorplaat overliep in gepantserde spatborden. Die voorplaat was anders dan de achterplaat en de zijplaten geen echte wig omdat hij met een gekromd tussenstuk verbonden was met de bodemplaat. De DAF M39 was een lichtgepantserd voertuig: de platen waren net dik genoeg om kogels tegen te kunnen houden, echte antitankgranaten konden niet gestopt worden. De pantsering rondom had een dikte van tien millimeter; door de afschuining moest een horizontaal inslaand projectiel echter een grotere effectieve dikte overwinnen, vooraan ongeveer veertien millimeter. Het dakpantser was zes, het bodempantser vijf millimeter dik. Dat de onderkant überhaupt bepantserd was, vormde een grote verbetering ten opzichte van de pantserwagens van Landsverk die daar alleen een blikken bodemplaat hadden, kwetsbaar voor tegen straatstenen ricochetterende kogels. De banden werden enigszins beschermd doordat de spatborden uit vier millimeter dik pantserstaal bestonden. Verdere bescherming werd verschaft door twee draagbare brandblussers, waarvan er één een poederblusser was en de andere tetrachloormethaan gebruikte.
Intern was er een enkele binnenruimte zonder tussenschotten; de zitplaatsen voor beide bestuurders waren direct verbonden met de gevechtsruimte. Vooraan zat links de hoofdbestuurder met naast hem een machinegeweerschutter. Maar ook achterin was er een chauffeur: zoals veel verkenningsvoertuigen kon de DAF M39 twee kanten op rijden zonder om te hoeven draaien. Er was namelijk een dubbele stuurinrichting, waarbij de schutter van het machinegeweer in de achterkant snel met het achterste stuurwiel de besturing over kon nemen om zo meteen terug te kunnen rijden mocht men onverhoeds op de vijand stuiten. Links van hem bevond zich de motor die met asbestplaten omgeven was; die konden eenvoudig verwijderd worden voor reparaties van binnenuit. Van buitenaf was de motor toegankelijk via een rechthoekig luik in het dak of een groot dubbelluik in de achterplaat. Dat diende meteen voor de ontluchting, voorzien van lange gleuven die elk overspannen waren door een langwerpig pantserdeksel. Die deksels vormden de eenvoudigste wijze om de voorkant en achterkant van het voertuig uit elkaar te houden; wegens de symmetrische bouw was dat niet altijd even makkelijk. Aan de rechterzijkant was er ook een ventilatierooster waardoor lucht het voertuig ingezogen werd indien ook een luik in het tussenschot van de motor werd geopend. Aan beide zijden was er een deur, de hoofdtoegang tot het voertuig. Ieder chauffeur had daarnaast een cirkelvormig bovenluik in het rompdak. De toren had zo'n luik in het dak en twee grote zijluiken. In de romp had de achterste chauffeur ook een zijluik. Alle deuren en luiken waren in principe luchtdicht gemaakt door middel van rubber strips.
De Zweedse toren was het minst moderne onderdeel en had de vorm van een vrij hoge afgeknotte kegel; het oorspronkelijke Pantrado 2-torenontwerp was veel lager geweest. De toren bood plaats aan de commandant en de kanonnier die het totaal aan bemanningsleden op vijf brachten. Doordat het een apart ontwerp was, week de pantserdikte af en die lag wat lager: 7,5 millimeter voor de zijwand en vijf millimeter voor het dak.
Het eindresultaat was een compact voertuig met een lengte van 4,75 meter, een breedte van 2,22 meter en een hoogte van 2,16 meter. Zonder spatborden was de romp 2,08 meter lang en zonder toren 1,6 meter hoog. Het beladen gewicht lag iets boven de zes ton. De wielbasis was 1,73 voor de voorwielen en 1,81 meter voor de achterwielen. De bodemvrijheid was veertig centimeter voor de bodemplaat, eenendertig centimeter bij de achterwielen. Het waadvermogen was zestig centimeter.
Het hoofdwapen bevond zich in de toren en bestond uit een Bofors 37 mm Lang 34 kanon dat in Nederland de aanduiding 4 paw kreeg, waarbij "4" het afgeronde kaliber in centimeters aangaf en "paw" stond voor "pantserafweer"(kanon). Voor dit kanon was zowel een explosieve brisantgranaat tegen ongepantserde doelen als een pantsergranaat beschikbaar; de totale munitievoorraad aan granaten was in 1937 gepland op honderd stuks. Het kanon had voor die tijd een redelijk pantserdoorborend vermogen en kon in mei 1940 van alle operationele Duitse tanktypen op korte afstand het frontpantser doorslaan. De Nederlandse pantserwagens hadden op het Westelijk Front van alle standaardtypen het zwaarste kaliber; de Duitse gebruikten hoogstens 20 mm wapens en de Franse 25 mm. De commandant zat rechts van het kanon en fungeerde meteen als lader. Hij kon het doel waarnemen via een periscoop met een vergroting van 2,5 en een gezichtsveld van 28°. De schutter-kanonnier zat links. Hij had de beschikking over een vaste episcoop die meteen diende als richtvizier, met een vergroting van 1,75x en een 40° gezichtsveld. De secundaire bewapening bestond uit drie Lewis 7,92 mm machinegeweren; een in de toren, de andere in de voor- en achterkant. Het torenmachinegeweer was normaal aan het kanon gekoppeld, zodat het daarvan coaxiaal de verticale beweging volgde, maar dit kon ook ontkoppeld worden zodat het in een kegel van 30° bewogen kon worden, wat nuttig was om op korte afstand aanvallende vijandelijke infanterie af te slaan. Dezelfde beweeglijkheid hadden ook de rompmachinegeweren. Die waren van het normale M.20 no. 1 type. Dat in de toren was speciaal aangepast en heette M. 20 no. 2. De machinegeweren in de romp hadden lange uitstekende gepantserde sloffen die de brede aluminium koelcilinder rond de loop beschermden. Dit waren erg opvallende onderdelen die de indruk gaven dat romp voor en achter met kanonnen was uitgerust. Voor de machinegeweren was een munitievoorraad van vierduizend patronen voorzien. Behalve de hoofdbewapening lag het in de bedoeling dat ook pistolen en twintig handgranaten meegevoerd zouden worden; hiermee konden bestormingen van het voertuig door vijandelijke infanterie worden afgeslagen.
De motor was een Ford Mercury V8 van 3,9 liter met een vermogen van vijfennegentig pk. De maximumsnelheid lag op 75 km/u voorwaarts en 50km/u achterwaarts. Voor normaal gebruik waren er drie voorwaartse versnellingen en één achterwaarts.

## Operationele geschiedenis
Toen het Duitse leger op 10 mei de Nederlandse grenzen schond was dit viertal DAF's nog in Eindhoven, maar wel al klaar om terug in dienst te gaan. Deze werden zo snel mogelijk door vier DAF chauffeurs naar Vught gereden om daar overgenomen te worden door Nederlandse legerbemanningen van de Lichte Divisie. Bij het uitbreken van de oorlog werd direct geprobeerd om zo veel mogelijk van het zware materieel naar de Vesting Holland te brengen om daar de hoofdstad en het bestuurscentrum te beschermen. In de vlucht naar Holland zijn deze volgens onbetrouwbare bron in gevecht geraakt met Duitse parachutisten bij de Moerdijkbrug. Het enige voertuig dat zeker in gevecht is geraakt, was op 11 mei bij Overschie ten noorden van Rotterdam, bij een actie tegen geïsoleerde parachutisten. In Scheveningen zijn enkele Nederlandse pantservoertuigen de zee in gereden door hun bemanningen. Het is niet bekend of deze nog geborgen zijn door de Duitsers. Na de Nederlandse capitulatie op 14 mei zijn alle M39's die in Duitse handen geraakt waren in politiedienst gekomen, onder de aanduiding Panzerspähwagen DAF 201 (h). Deze zijn in Nederland en aan het oostfront ingezet. Er zijn foto's van twee vernietigde M39's aan het oostfront gevonden die dit aantonen.